# Hala Olczysko

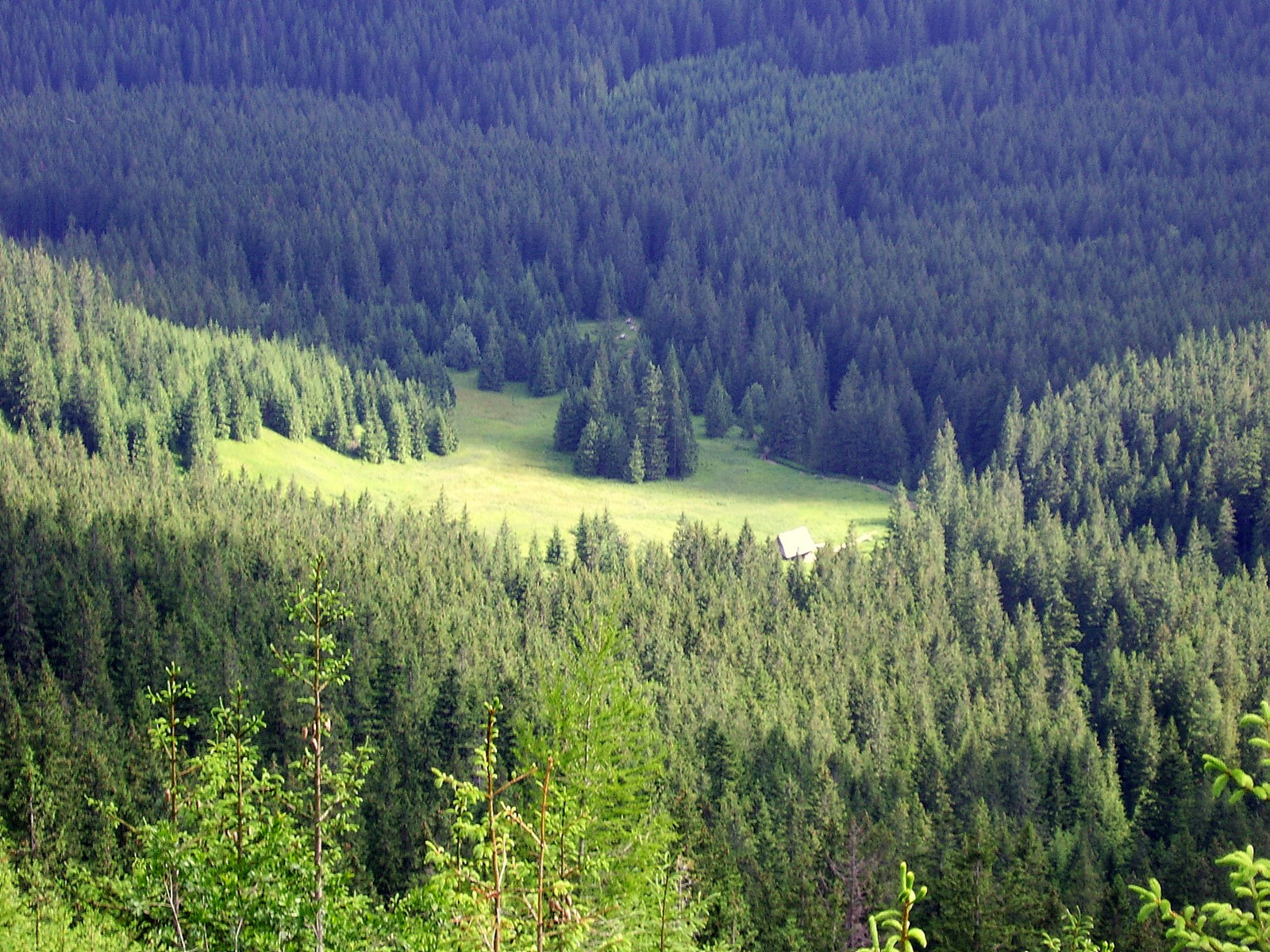
Widok na Polanę Olczyską ze Skupniowego Upłazu

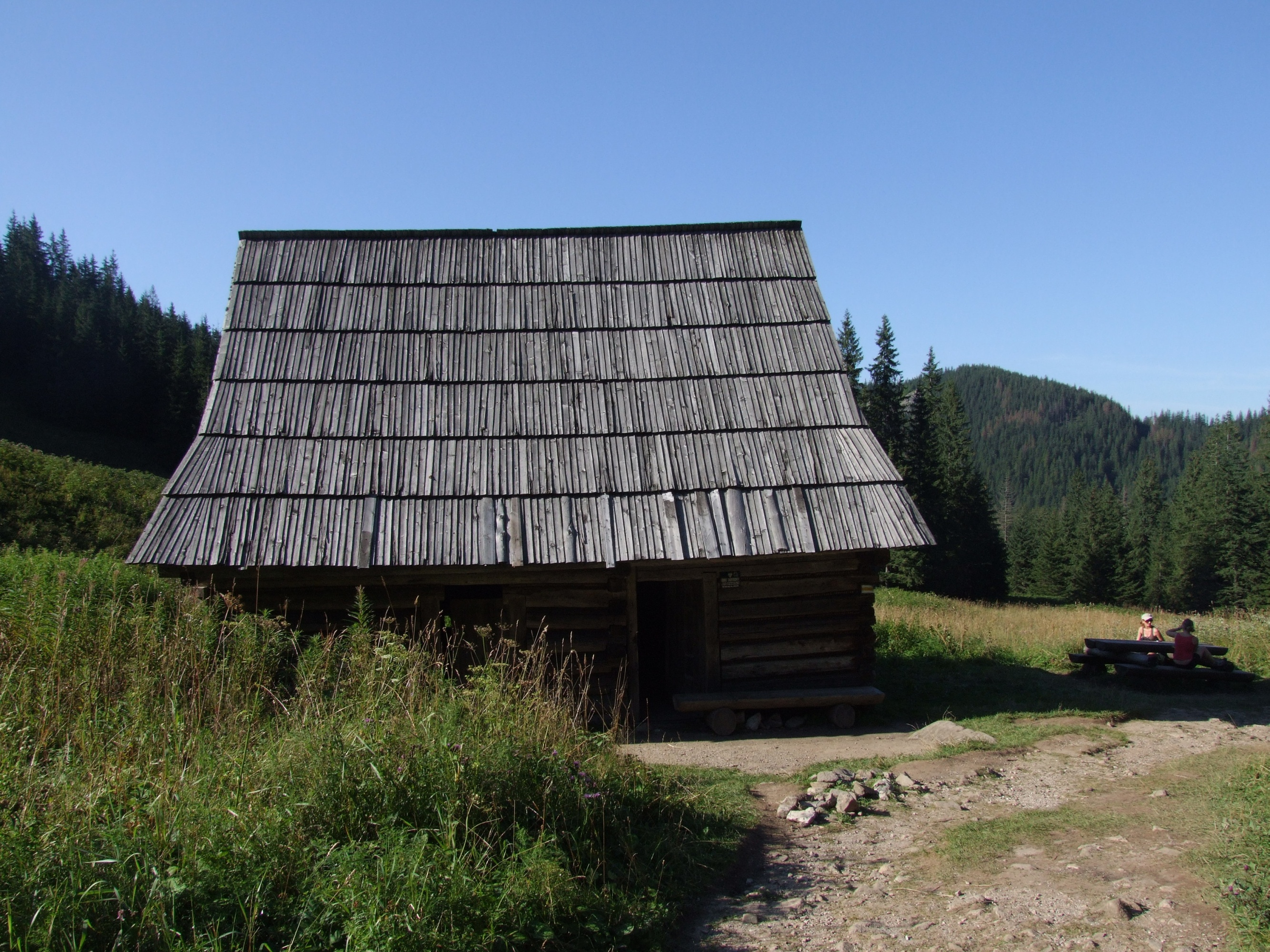
Szałas na Polanie Olczyskiej

Hala Olczysko, w dawnej literaturze nazywana także Halą Olczyską – dawna hala pasterska w Tatrach. Pierwotnie wchodziła w skład Hali Skupniowej, która potem podzieliła się na dwie hale: Halę Olczysko i Halę Kopieniec.
Hala Olczysko położona była na wysokości 1050–1100 m n.p.m. pomiędzy Kopieńcami: Wielkim (1328 m n.p.m.) i Małym (1167 m) a Skupniowym Upłazem i Nosalem (1206 m). Obejmowała obszar niemal całej Doliny Olczyskiej z wyjątkiem jej najwyższej części, którą zajmowała Wyżnia Hala Królowa. W jej skład wchodziły trzy polany: Olczyska Polana, Brylówka i Polana w Dolinie Olczyskiej. Na polanie Olczyskiej stały szałasy. Sąsiadowała z Halą Królową, Halą Skupniową i Halą Kopieniec. Łączna powierzchnia Hali Olczysko i Hali Kopieniec w 1960 wynosiła 71,22 ha, w tym pastwiska stanowiły 10,0 ha, halizny 10,4 ha, lasy 36,6 ha, a nieużytki 14,2 ha. Polany były koszone, właściwe tereny wypasowe stanowiły jej obrzeża, zbocza gór, halizny i lasy serwitutowe. Halom tym przypisany był bowiem olbrzymi serwitut w otaczających je lasach, który wynosił aż 514,38 ha. Łączny wypas w 1960 w przeliczeniu na owce wynosił na obydwu tych halach 542 sztuki.
Według dokumentów z 1767 r. hala Olczysko była własnością górali z Białego Dunajca. Stały na niej szałasy, dziś pozostały jedynie trzy. Stanowią one obiekt muzealny.

## Szlaki turystyczne
– zielony z Toporowej Cyrhli przez Kopieniec Wielki i Dolinę Olczyską do Jaszczurówki. Na Polanie Kopieniec szlak rozgałęzia się; jedna jego nitka prowadzi przez szczyt Kopieńca, druga omija go prowadząc przez płaską Polanę Kopieniec. Przed wejściem do Doliny Olczyskiej obydwie nitki szlaku łączą się znowu.
- Czas przejścia z Toporowej Cyrhli na wierzchołek Kopieńca: 1:10 h, ↓ 1 h
- Czas przejścia z Kopieńca do Jaszczurówki: 1:20 h, ↑ 1:40 h

 – żółty z Polany Olczyskiej na Nosalową Przełęcz. Czas przejścia: 30 min, ↓ 20 min